# Bellecombe-Tarendol
Bellecombe-Tarendol – miejscowość i gmina we Francji, w regionie Owernia-Rodan-Alpy, w departamencie Drôme.
Według danych na rok 1990 gminę zamieszkiwało 85 osób, a gęstość zaludnienia wynosiła 6 osób/km² (wśród 2880 gmin regionu Rodan-Alpy Bellecombe-Tarendol plasuje się na 1535. miejscu pod względem liczby ludności, natomiast pod względem powierzchni na miejscu 828.).